# Sleepy Hollow (serie de televisión)
Sleepy Hollow es una serie de televisión de drama sobrenatural que se transmitió por Fox del 16 de septiembre de 2013 al 31 de marzo de 2017. La serie se basa libremente en el cuento de 1820 The Legend of Sleepy Hollow de Washington Irving con los conceptos añadidos de "Rip Van Winkle", también por Irving. La serie se establece inicialmente en Sleepy Hollow, Nueva York de la vida real, aunque retrata a la ciudad como mucho más grande de lo que realmente es. Para la cuarta y última temporada, el escenario se trasladó a Washington D. C.
En octubre de 2013, Sleepy Hollow fue renovado por una segunda temporada con 13 episodios. La temporada se extendió a 18 episodios en los de mayo de 2014. A principios de marzo de 2015, Sleepy Hollow showrunner Mark Goffman dejó la serie después de la segunda temporada. El 18 de marzo de 2015, Sleepy Hollow fue renovado por una tercera temporada de 18 episodios con un nuevo showrunner, Clifton Campbell, tomando el relevo. El 13 de mayo de 2016, Fox la renovó para una cuarta temporada que se estrenó el 6 de enero de 2017. Albert Kim, anteriormente productor ejecutivo de la serie, fue nombrado co-showrunner para la cuarta temporada. El show fue cancelado oficialmente el 9 de mayo de 2017.

## Argumento
En 1781, Ichabod Crane, (Tom Mison) muere en la Guerra de Independencia de los Estados Unidos, en una misión para el general George Washington. Se levanta de su tumba en la época moderna en Sleepy Hollow, después de que el Jinete sin cabeza (revelado como la muerte, uno de los cuatro Jinetes del Apocalipsis) sea convocado de su tumba por un desconocido. La resurrección de este, es a la vez la causa de la resurrección del otro, debido a la interrelación de sus destinos, como el resultado de mezclar su sangre poco después de decapitar al jinete en el campo de batalla.
La teniente Abbie Mills (Nicole Beharie) comienza a investigar al jinete sin cabeza después de que este decapita al Sheriff Corbin, su mentor y compañero. La investigación de Mills revela la presencia de dos grupos ocultistas (uno para el bien, el otro para el mal) en Sleepy Hollow, ambos se refieren a los cuatro jinetes del apocalipsis. Las matanzas y los extraños sucesos en el pueblo, cruzan los caminos de Crane y Mills, que formarán un equipo para detenerlos.

## Elenco

### Personajes principales
- Tom Mison como Ichabod Crane: Un exprofesor de historia en la Universidad de Oxford antes de la Revolución Americana, llegó a América con los británicos antes de convertirse en un espía de los Patriotas. Después de haber matado al jinete en 1781, fue traído de vuelta junto al jinete debido a la mezcla de sus sangres cuando murieron.
- Nicole Beharie como la teniente Abigail "Abbie" Mills (Temporada 1-3): Ella estaba a punto de ser transferida a la Quantico Academy, pero llegó a aceptar su papel en la lucha de Ichabod contra el jinete y está dispuesta ayudar en todo lo que pueda.
- Orlando Jones como el capitán Frank Irving (Temporada 1-2): El jefe del departamento de policía de Sleepy Hollow, es escéptico respecto a Crane, y de las investigaciones de Abigail, pero les permite hacer lo necesario debido a su fe en ella.
- Katia Winter como Katrina Crane (Temporada 1-2): Secretamente una bruja, ella lanzó el hechizo que obligó a Ichabod y al jinete a levantarse de sus tumbas, y se le aparece en sueños, en el presente, afirmando que ella está atrapada en un lugar entre los mundos.
- Lyndie Greenwood como Jennyfer "Jennie" Mills (Temporada 2-3; recurrente: temporada 1): Hermana de Abbie, excazarrecompensas y paciente de un asilo psiquiátrico.
- John Noble como Henry Parrish/El Devorador (Temporada 2; recurrente: temporada 1 y 4): Un ser sobrenatural capaz de ver y absorber los pecados de las demás personas.
- Nikki Reed como Betzy Ross (Temporada 3): Diseñadora de la bandera estadounidense, espía de lo oculto y novia de Ichabod en el pasado.
- Shannyn Sossamon como Pandora (Temporada 3): Una misteriosa bruja con una caja llena de objetos y seres sobrenaturales.
- Zach Appelman como Joseph Corbin (Principal Temporada 3; invitado: temporada 2): Hijo de August Corbin.
- Lance Gross como Daniel Reynolds (Temporada 3): Jefe de Abbie en el FBI.
- Jessica Camacho como Sophie Foster (Temporada 3): Agente infiltrada del FBI y después amiga de Ichabod y Abbie.
- Janina Gavankar como Diana Thomas (Temporada 4): Agente de Seguridad Nacional y madre de Mollie.
- Jerry McKinon como Jake Wells (Temporada 4): Historiador de la Bóveda y amigo de Alex.
- Rachel Melvin como Alex Norwood (Temporada 4): Ingeniera que trabaja en la Bóveda y amiga de Jake.
- Oona Yaffe como Molly Thomas (Temporada 4): Hija de Diana y el relevo de abbie en ser testigo.
- Jeremy Davies como Malcom Dreyfuss( Temporada 4): Un empresario audaz que hace lo que sea por tener lo que quiere.
- Seychelle Gabriel como Lara Dreyfuss/Molly Thomas (temporada 4 "3 episodios):La hija de Diana del futuro un futuro en el que Malcom la adopta y le hace creer que su madre murió pero en realidad la convirtió en un jinete.

## Episodios
| Temporada | Temporada | Episodios | Episodios | Emisión original         | Emisión original      |
| Temporada | Temporada | Episodios | Episodios | Primera emisión          | Última emisión        |
| --------- | --------- | --------- | --------- | ------------------------ | --------------------- |
|           | 1         | 13        | 13        | 16 de septiembre de 2013 | 20 de enero de 2014   |
|           | 2         | 18        | 18        | 22 de septiembre de 2014 | 23 de febrero de 2015 |
|           | 3         | 18        | 18        | 1 de octubre de 2015     | 8 de abril de 2016    |
|           | 4         | 13        | 13        | 6 de enero de 2017       | 31 de marzo de 2017   |

## Desarrollo y producción
El episodio piloto fue filmado en Gastonia, Salisbury, y Charlotte, Carolina del Norte. 
El resto de los episodios de la primera y segunda temporada fueron filmados en Wilmington, Carolina del Norte. La tercera y cuarta temporada fueron filmadas en Conyers y Lawrenceville (Georgia) en el área metropolitana de Atlanta.
Las imágenes aéreas de la serie se filman sobre la aldea real de Sleepy Hollow y la región circundante de Tappan Zee de Nueva York.